# Acrotomodes lichenifera
Acrotomodes lichenifera là một loài bướm đêm trong họ Geometridae.